# Rezervația forestieră Ajloun
Rezervația forestieră Ajloun este o rezervație naturală situată în Guvernoratul Ajloun în nord-vestul Iordaniei. Înființată de Societatea Regală pentru Conservarea Naturii în 1988 în zona din jurul satului Umm Al-Yanabi, aceasta cuprinde o suprafață de 13 kilometri pătrați (5 mi2). Rezervația găzduiește un program de reproducere în captivitate⁠(<span title="Creșterea în captivitate|reproducere în captivitate la Wikidata">d) pentru căprioarele dispărute la nivel local și a fost declarată zonă importantă pentru păsări de către BirdLife International. Există, de asemenea, pentru turiști o serie de trasee pentru drumeții.
În octombrie 2018, Rezervația Naturală Ajloun a câștigat un loc printre primele 100 de destinații sustenabile de pe harta turismului global.

## Geografie și climă
Clima din rezervație este rară în Iordania, deoarece zonele împădurite reprezintă doar 1% din suprafața Iordaniei. Geografia rezervației conține în cea mai mare parte văi și dealuri vălurite, precum și unele izvoare. Rezervația se bucură de un climat mediteranean, dar a fost afectată de deșertificare și de defrișări în ultimii 200 de ani.

## Floră și faună

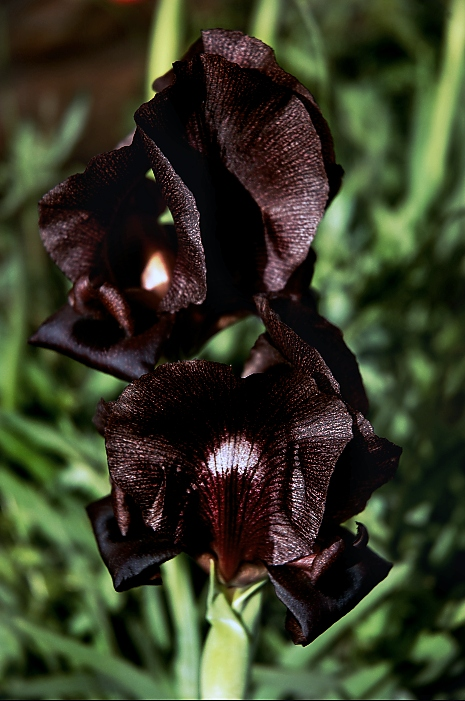
Irisul negru

Rezervația găzduiește o mare varietate de plante și animale. Următoarele animale pot fi găsite la rezervație:
- Stejar viu (Quercus calliprinos)
- Roșcov (Ceratonia siliqua)
- Terebinth (Pistacia terebinthus)
- Căpșun grecesc (Arbutus andrachne)
- Iris negru (Iris nigricans), floarea națională a Iordaniei
- Mistreț (Sus scrofa)
- Jder de piatră (Martes foina)
- Șacal auriu (Canis aureus)
- Vulpe roșie (Vulpes vulpes)
- Hienă dungată (Hyaena hyaena)
- Veveriță persană (Sciurus anomalus)
- Porc spinos indian cu creastă⁠(d) (Hystrix indica)
- Lup cenușiu (Canis lupus)
- Căprioară (Capreolus capreolus)

## Programe SRCN

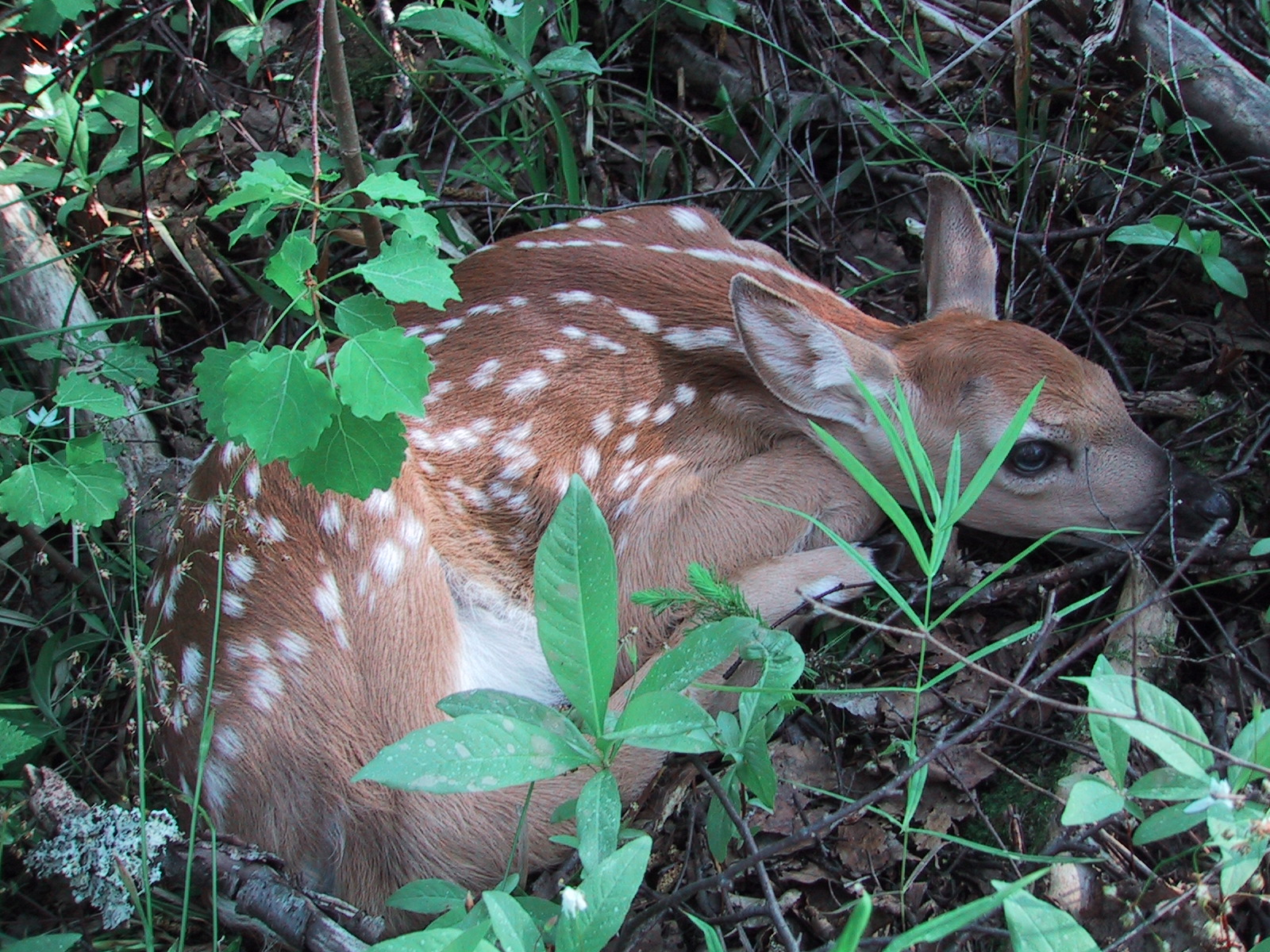
Căprioarele au fost reintroduse din Turcia

SRCN gestionează resursele de programe publice și turistice. Turiștii pot sta în cabane sau cabine cu corturi între lunile martie și noiembrie. SRCN conduce, de asemenea, o inițiativă educațională pentru ca tinerii locali să învețe despre biodiversitate. Elevii sunt învățați să măsoare calitatea solului, să monitorizeze reînnoirea copacilor și să clasifice plantele și animalele. SRCN a reinntrodus, de asemenea, căprioarele dispărute local din specimene prelevate din Turcia. În ianuarie 2021 în rezervație trăiau aproximativ 12 căprioare ca parte a unui program de creștere captivă.